# Dettenhausen
Dettenhausen ist eine Gemeinde im Landkreis Tübingen in Baden-Württemberg (Deutschland). Sie gehört zur Region Neckar-Alb und zur europäischen Metropolregion Stuttgart.

## Geographie

### Lage
Dettenhausen liegt auf der Schönbuchlichtung, etwa zwölf Kilometer südöstlich von Böblingen. Es befindet sich am Nordrand des Waldgebiets und gleichnamigen Naturparks Schönbuch. Ostnordöstlich erhebt sich der Betzenberg. Durchflossen wird die Ortschaft von der Schaich. Die Landesstraße 1208 (ehemals Bundesstraße 27) Stuttgart–Tübingen führt hindurch.

### Nachbargemeinden
Folgende Städte und Gemeinden grenzen an die Gemeinde Dettenhausen, sie werden im Uhrzeigersinn beginnend im Norden genannt und gehören zum Landkreis Böblingen beziehungsweise zu den Landkreisen Reutlingen¹ und Tübingen²:
Waldenbuch, Walddorfhäslach¹, Pliezhausen¹, Tübingen² und Weil im Schönbuch

### Gemeindegliederung
Zur Gemeinde Dettenhausen gehören das Dorf Dettenhausen und das Einzelhaus Hirschland.

### Schutzgebiete
Dettenhausen hat mit den Gebieten Schaichtal und Eisenbachhain zwei Naturschutzgebiete.
Daneben hat Dettenhausen im Süden der Gemarkung Anteil am Schönbuch, welcher als Landschaftsschutzgebiet, als FFH-Gebiet, als Vogelschutzgebiet und als Naturpark geschützt ist. Die Abgrenzungen der vier gleichnamigen Schutzgebiete ist allerdings nicht identisch.

## Geschichte

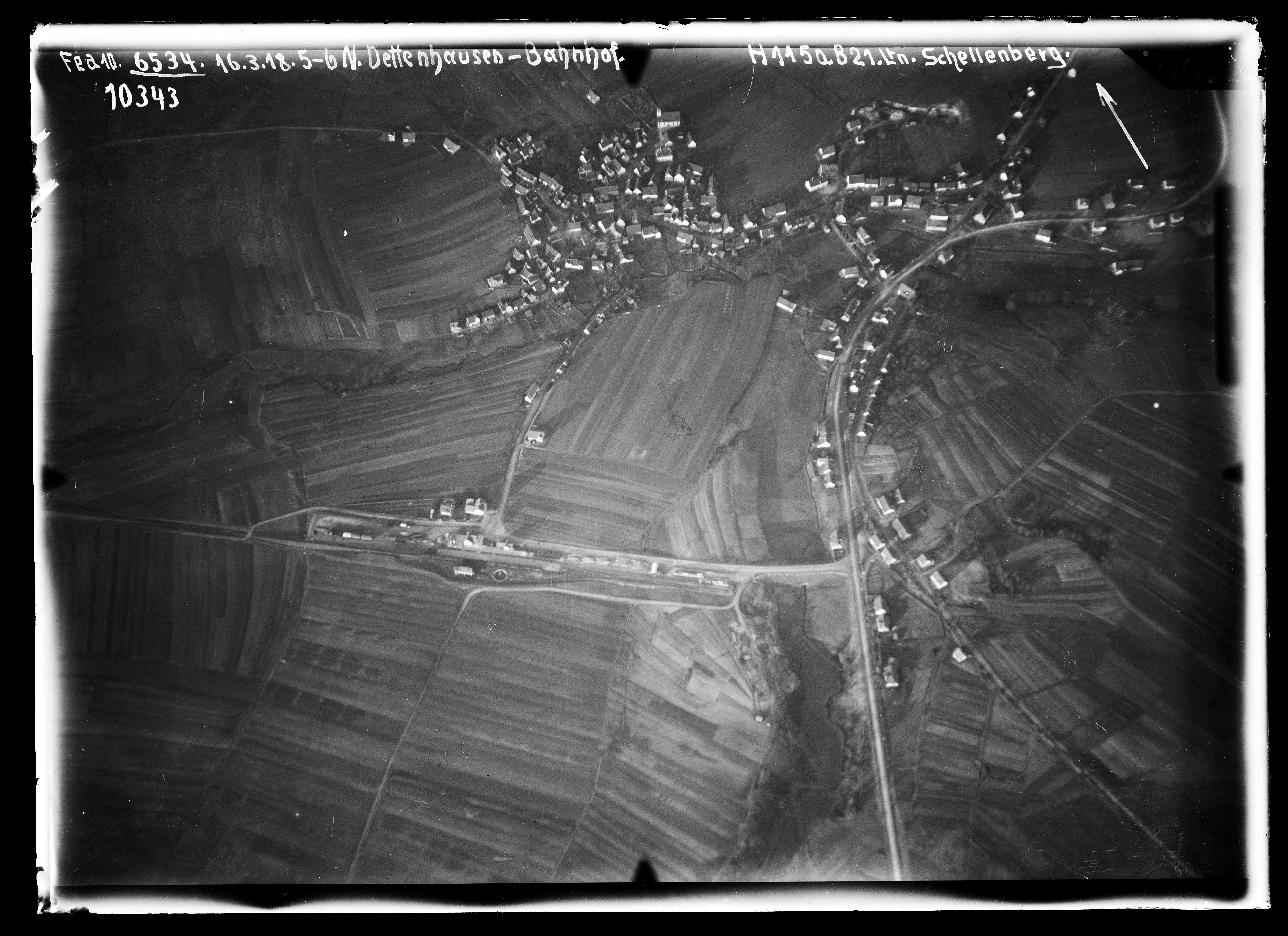
Luftbild von Dettenhausen im März 1918, im Vordergrund der Bahnhof Dettenhausen

Die urkundliche Ersterwähnung der Gemeinde als Detenhusen war um das Jahr 1100. Jedoch wird vermutet, dass schon um 700 Menschen am Ort siedelten. Während der Zeit der Stammesherzogtümer lag der Ort im Herzogtum Schwaben.
Um das Jahr 1120 verschenkten die Grafen von Berg das Dorf an das Kloster Hirsau. Im Laufe des 13. Jahrhunderts waren die Pfalzgrafen von Tübingen Inhaber der Vogtei, seit 1298 das Kloster Bebenhausen. Im 14. Jahrhundert hatten die Herzöge von Urslingen Herrschaftsrechte, die sie 1363 an die Grafschaft Württemberg verkauften. Zu Zeiten des Herzogtums Württemberg war Dettenhausen dem Amt Böblingen  zugeordnet.
Im Laufe der Umsetzung der neuen Verwaltungsgliederung im 1806 gegründeten Königreich Württemberg wurde Dettenhausen 1811 dem Oberamt Tübingen zugeordnet. Bei der Kreisreform während der NS-Zeit in Württemberg gelangte der Ort 1938 zum Landkreis Tübingen. 1945 wurde Dettenhausen Teil der Französischen Besatzungszone und kam somit zum neu gegründeten Land Württemberg-Hohenzollern, welches 1952 im Land Baden-Württemberg aufging.

## Religion
Als altwürttembergisches Dorf ist Dettenhausen seit der Reformation 1534 evangelisch geprägt. Die evangelische Kirche gehört zum Kirchenbezirk Tübingen der Württembergischen Landeskirche. Die Katholiken sind der Gemeinde St. Johannes Baptist in Weil im Schönbuch und somit einer Seelsorgeeinheit des Dekanats Böblingen zugeordnet. Am Ort ist auch die Neuapostolische Kirche und der Württembergische Christusbund aktiv.

## Politik

### Gemeinderat

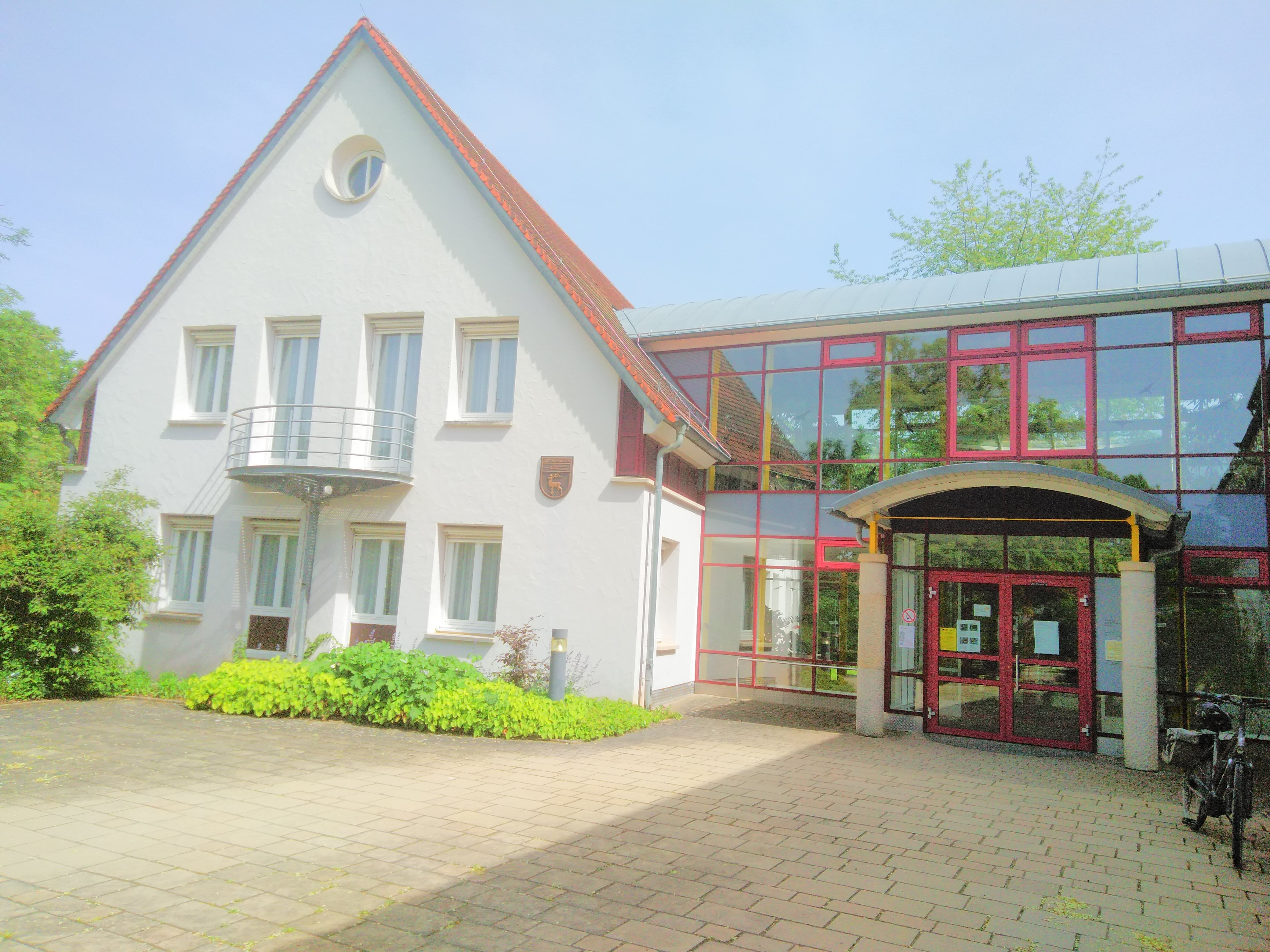
Rathaus Dettenhausen

Der Gemeinderat in Dettenhausen besteht aus den 14 gewählten ehrenamtlichen Gemeinderäten und dem Bürgermeister als Vorsitzendem. Der Bürgermeister ist im Gemeinderat stimmberechtigt. Die Kommunalwahl am 9. Juni 2024 führte zu folgendem Ergebnis.
| Parteien und Wählergemeinschaften | Parteien und Wählergemeinschaften            | % 2024  | Sitze 2024 | % 2019 | Sitze 2019 | Kommunalwahl 2024 %50403020100 49,22 %19,81 %16,01 %14,95 %n. k. % FWCDUGrüneGfDSPDGewinne und Verlusteim Vergleich zu 2019 %p 18 16 14 12 10 8 6 4 2 0 −2 −4 −6 −8−10−12−14−16−18−20−14,08 %p+1,81 %p+16,01 %p+14,95 %p−18,7 %pFWCDUGrüneGfDSPD |
| FW                                | Freie Wählervereinigung                      | 49,22   | 7          | 63,3   | 9          | Kommunalwahl 2024 %50403020100 49,22 %19,81 %16,01 %14,95 %n. k. % FWCDUGrüneGfDSPDGewinne und Verlusteim Vergleich zu 2019 %p 18 16 14 12 10 8 6 4 2 0 −2 −4 −6 −8−10−12−14−16−18−20−14,08 %p+1,81 %p+16,01 %p+14,95 %p−18,7 %pFWCDUGrüneGfDSPD |
| BÜ-CDU                            | Bürgerliche / Christlich Demokratische Union | 19,81   | 3          | 18,0   | 2          | Kommunalwahl 2024 %50403020100 49,22 %19,81 %16,01 %14,95 %n. k. % FWCDUGrüneGfDSPDGewinne und Verlusteim Vergleich zu 2019 %p 18 16 14 12 10 8 6 4 2 0 −2 −4 −6 −8−10−12−14−16−18−20−14,08 %p+1,81 %p+16,01 %p+14,95 %p−18,7 %pFWCDUGrüneGfDSPD |
| GL                                | Grüne Liste Dettenhausen                     | 16,01   | 2          | –      | –          | Kommunalwahl 2024 %50403020100 49,22 %19,81 %16,01 %14,95 %n. k. % FWCDUGrüneGfDSPDGewinne und Verlusteim Vergleich zu 2019 %p 18 16 14 12 10 8 6 4 2 0 −2 −4 −6 −8−10−12−14−16−18−20−14,08 %p+1,81 %p+16,01 %p+14,95 %p−18,7 %pFWCDUGrüneGfDSPD |
| GfD                               | Gemeinsam für Dettenhausen                   | 14,95   | 2          | –      | –          | Kommunalwahl 2024 %50403020100 49,22 %19,81 %16,01 %14,95 %n. k. % FWCDUGrüneGfDSPDGewinne und Verlusteim Vergleich zu 2019 %p 18 16 14 12 10 8 6 4 2 0 −2 −4 −6 −8−10−12−14−16−18−20−14,08 %p+1,81 %p+16,01 %p+14,95 %p−18,7 %pFWCDUGrüneGfDSPD |
| SPD                               | Sozialdemokratische Partei Deutschlands      | –       | –          | 18,7   | 3          | Kommunalwahl 2024 %50403020100 49,22 %19,81 %16,01 %14,95 %n. k. % FWCDUGrüneGfDSPDGewinne und Verlusteim Vergleich zu 2019 %p 18 16 14 12 10 8 6 4 2 0 −2 −4 −6 −8−10−12−14−16−18−20−14,08 %p+1,81 %p+16,01 %p+14,95 %p−18,7 %pFWCDUGrüneGfDSPD |
| gesamt                            | gesamt                                       | 100,0   | 14         | 100,0  | 14         | Kommunalwahl 2024 %50403020100 49,22 %19,81 %16,01 %14,95 %n. k. % FWCDUGrüneGfDSPDGewinne und Verlusteim Vergleich zu 2019 %p 18 16 14 12 10 8 6 4 2 0 −2 −4 −6 −8−10−12−14−16−18−20−14,08 %p+1,81 %p+16,01 %p+14,95 %p−18,7 %pFWCDUGrüneGfDSPD |
| Wahlbeteiligung                   | Wahlbeteiligung                              | 69,84 % | 69,84 %    | 68,5 % | 68,5 %     | Kommunalwahl 2024 %50403020100 49,22 %19,81 %16,01 %14,95 %n. k. % FWCDUGrüneGfDSPDGewinne und Verlusteim Vergleich zu 2019 %p 18 16 14 12 10 8 6 4 2 0 −2 −4 −6 −8−10−12−14−16−18−20−14,08 %p+1,81 %p+16,01 %p+14,95 %p−18,7 %pFWCDUGrüneGfDSPD |

### Bürgermeister
Thomas Engesser wurde im November 2010 im ersten Wahlgang zum neuen Bürgermeister gewählt und bei der Wahl im November 2018 mit 66,8 % wiedergewählt. Frühere Bürgermeister waren Helmuth Bächle, Kurt Dörr und Hans-Joachim Raich. Letzterer hatte vor Engesser das Amt 16 Jahre bekleidet.

### Partnerschaften
Dettenhausen unterhält partnerschaftliche Beziehungen zum sächsischen Treuen im Vogtland (seit August 1991) und zum ungarischen Tab (seit 1994).

## Kultur und Sehenswürdigkeiten

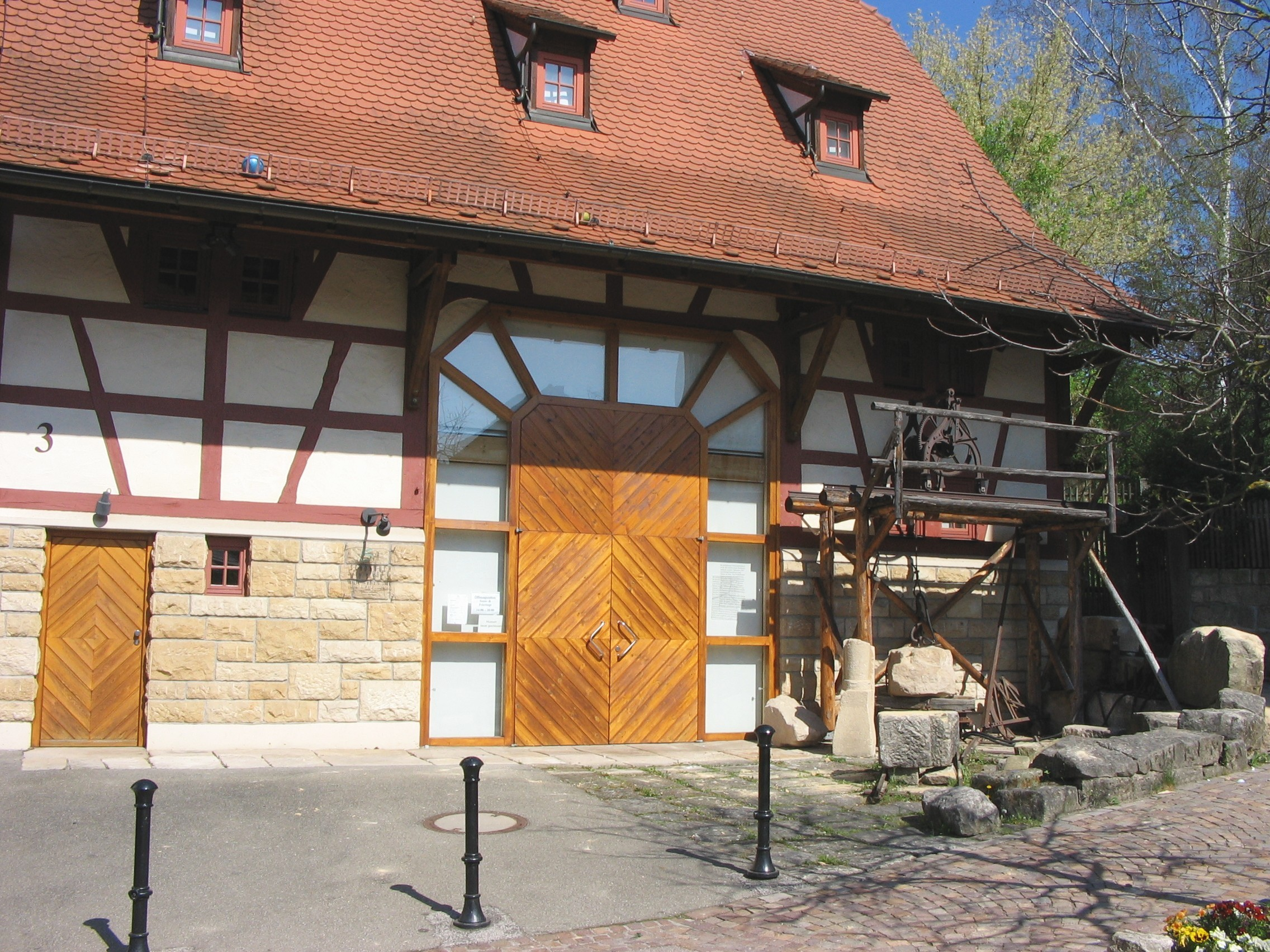
Schönbuchmuseum

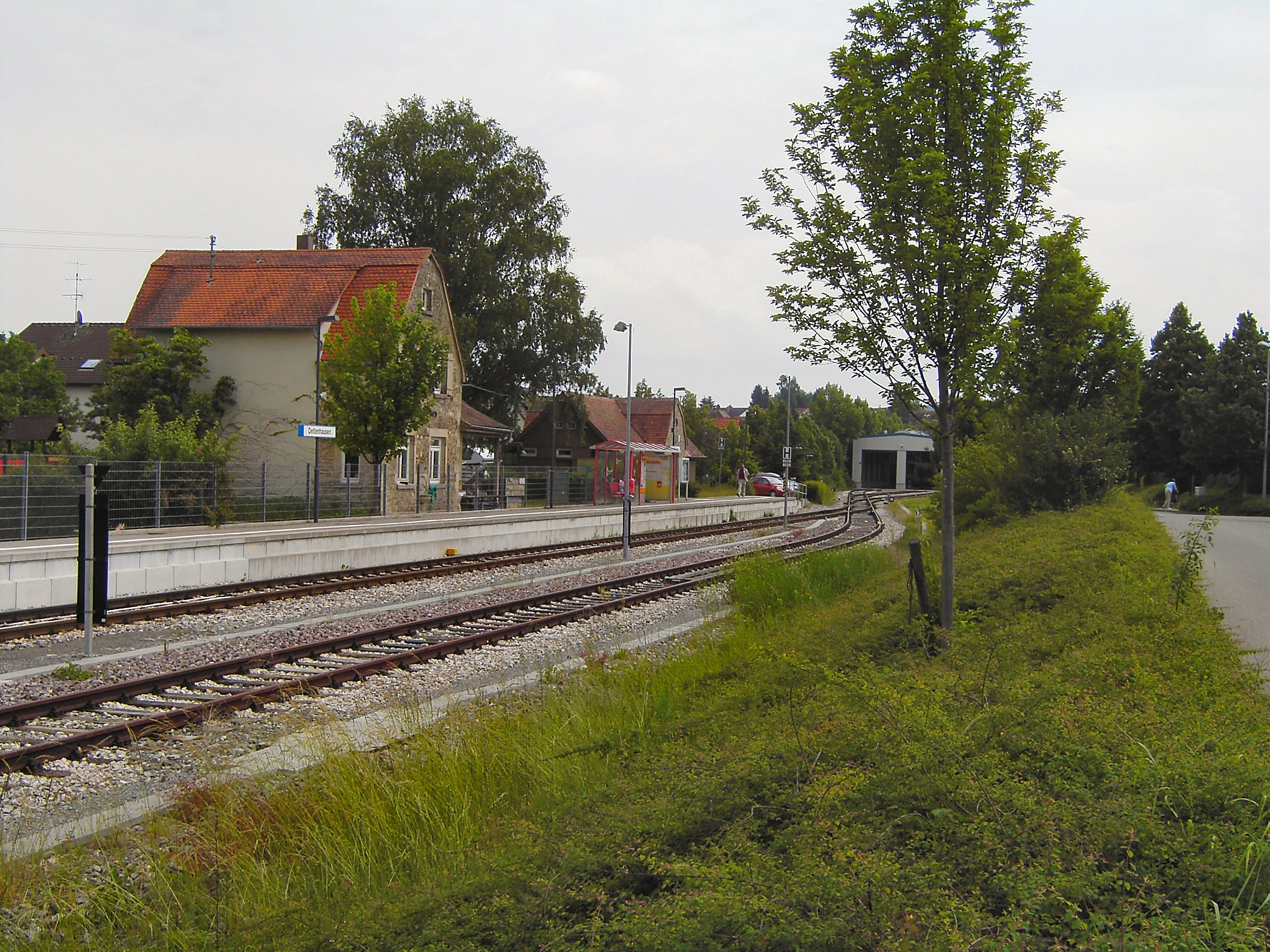
Bahnhof

### Museen und Gedenkstätten
Das Schönbuchmuseum zeigt in den drei Bereichen Jagd, Stein und Wald vieles über das Leben in dieser Gegend.
Im Polizeimuseum ist eine historische internationale Sammlung von Polizeiuniformen von Bernhard Strobel zu sehen.
An der Kirchstraße 15 befindet sich das winzige 1839 erbaute Fachwerkhäuschen mit seinem alten Inventar, das nach der letzten Bewohnerin, der 1951 verstorbenen Kathrin Osswald, benannt wurde. Seit 1988 ist das Haus als Museum für die Öffentlichkeit zugänglich.

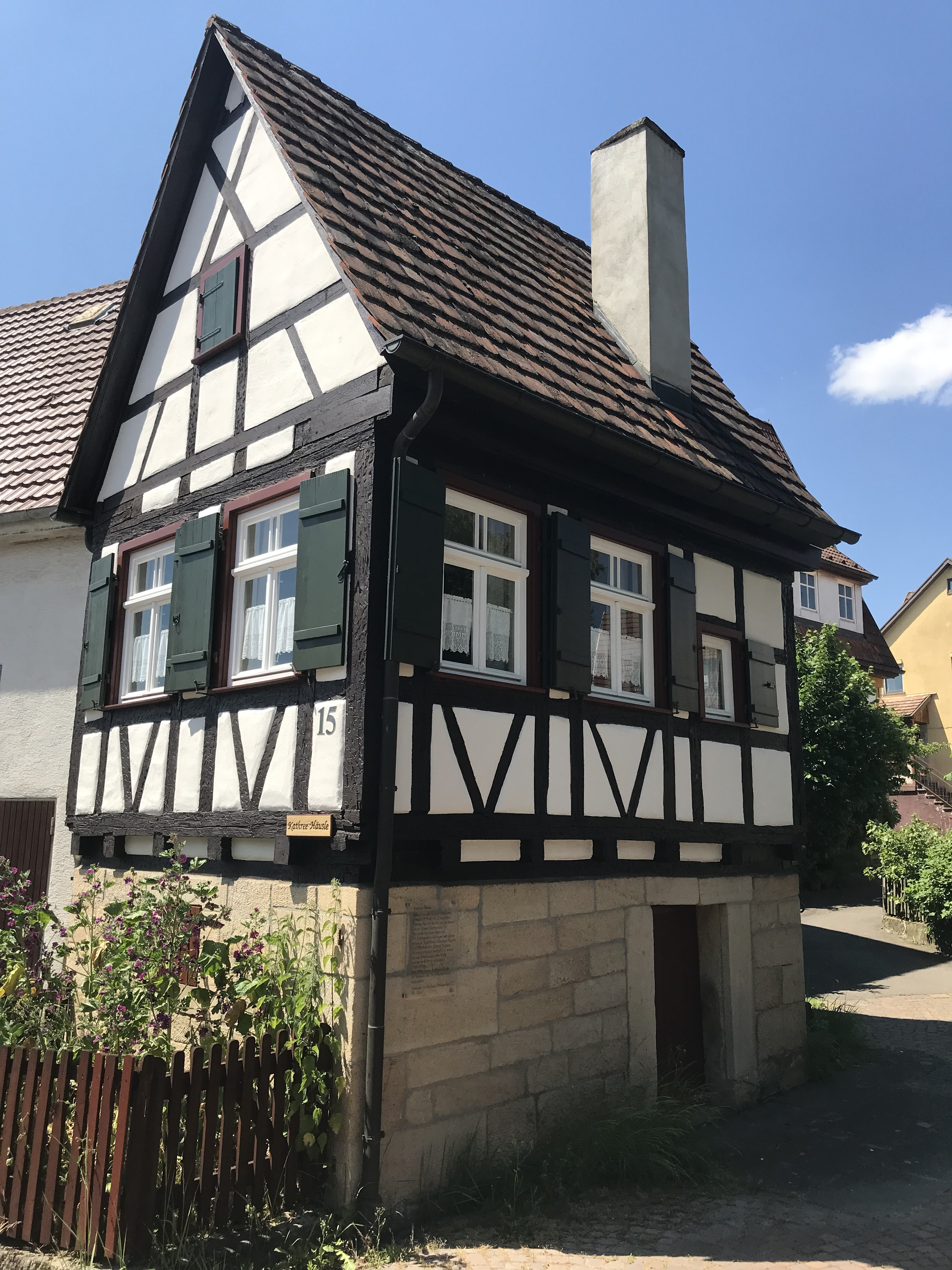
Kathree Häusle

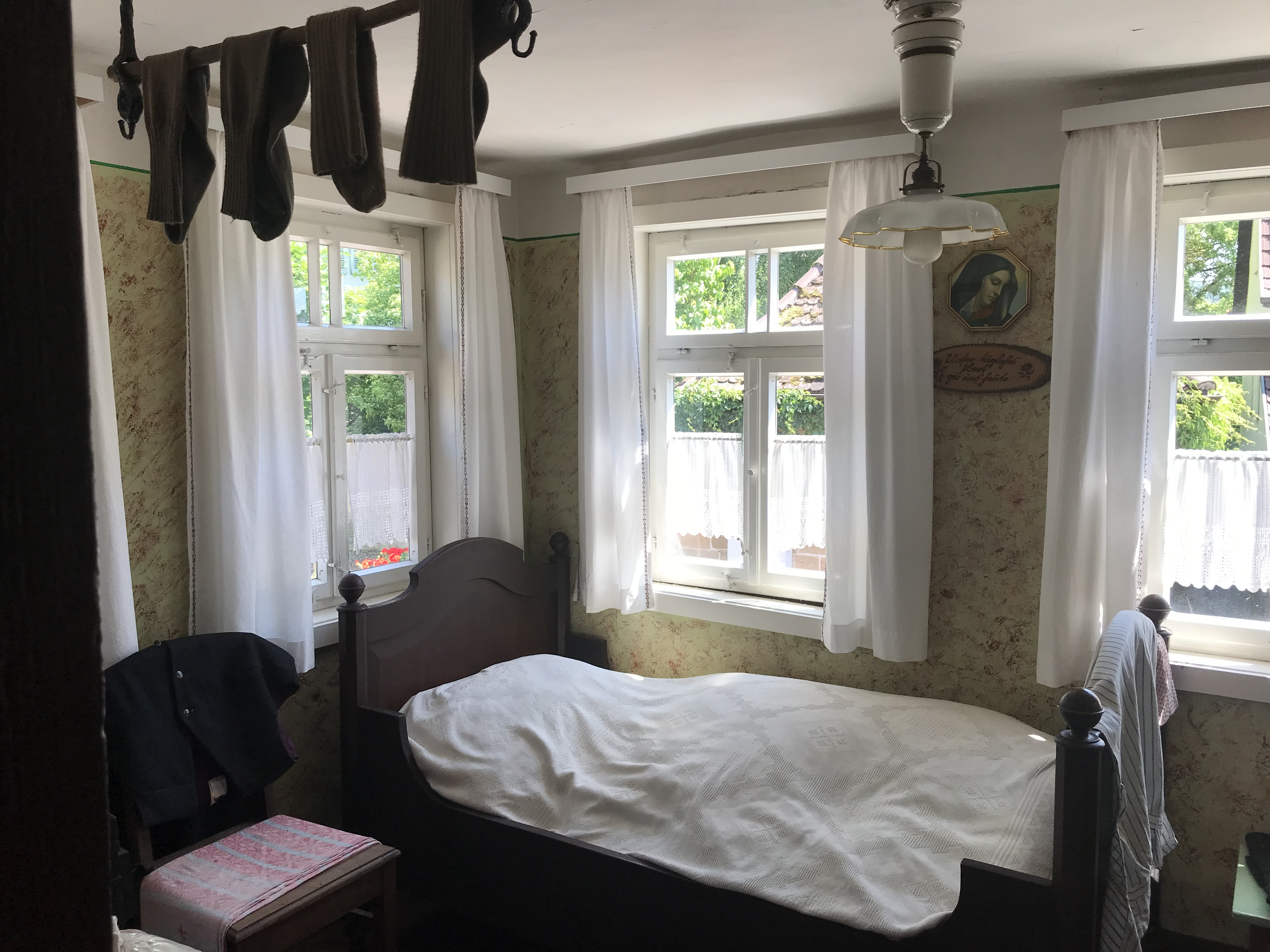
Kathree Häusle – Innenansicht

Denkmal für Gottlieb Aberle auf dem Friedhof in Dettingen und in Riedlingen. Gottlieb Aberle wurde am 21. April 1945 wegen angeblicher ‚Feindbegünstigung‘ mit zwei anderen Häftlingen durch Genickschuss von einem Kommando der Gestapo im Wald bei Riedlingen ermordet. Sein Vergehen: Er hatte im Schönbuch zwei schwer verletzte kanadische Fliegerpiloten gefunden und bei sich aufgenommen.

## Wirtschaft und Infrastruktur

### Verkehr
Die Landesstraße 1208 führt im Norden nach Stuttgart und im Süden nach Tübingen.
Die Schönbuchbahn der Württembergischen Eisenbahngesellschaft verbindet die Gemeinde mit Böblingen und damit mit der S-Bahn nach Stuttgart.
Der öffentliche Personennahverkehr wird durch den Verkehrsverbund Neckar-Alb-Donau (NALDO) gewährleistet. Die Gemeinde befindet sich in der Wabe 109.
Der Hohenzollern-Radweg verläuft als Fernradweg vom Bodensee über die hohenzollerischen Städte Sigmaringen und Hechingen und über Rottenburg am Neckar, Bebenhausen, Dettenhausen, Aichtal und Esslingen nach Weinstadt im Rems-Murr-Kreis.

### Fernwärme
In Dettenhausen gibt es seit Ende 2009 ein Holzheizkraftwerk. Das Heizkraftwerk soll den Ort nach und nach mit Fernwärme versorgen. 2011 wurde zu diesem Zweck eine Bürgergenossenschaft gegründet. Das Wärmenetz soll vom Areal beim Bahnhof aus nach Dettenhausen ausgebaut werden.
2022 wurde eine Solarthermieanlage auf dem Dach eines Lagergebäudes von Ritter Sport in Betrieb genommen, die nach Betreiberangaben zu diesem Zeitpunkt die größte Aufdach-Solarthermieanlage Deutschlands war. Sie verfügt über 468 Sonnenkollektoren mit einer Gesamtfläche von 2312 Quadratmetern und soll pro Jahr ca. 1.125.000 kWh Wärmeenergie liefern und damit etwa 20 % des jährlichen Wärmebedarfs eines neu errichteten Wärmenetzes liefern. Die verbleibende Energie wird von einem erdgasbetriebenen Blockheizkraftwerk, das Strom und Wärme erzeugt, sowie einer Wärmepumpenanlage geliefert. Betrieben wird die Heizzentrale von den Stadtwerken Tübingen.

### Medien
Zu den am Ort üblichen Tageszeitungen zählen: Schwäbisches Tagblatt Tübingen und Stuttgarter Nachrichten.

## Historische Bauten
Die Evangelische Johanneskirche wurde zwischen 1833 und 1834 nach den Plänen von Ludwig Friedrich Gaab im Kameralamtsstil (Zweckbau nach staatlichen Vorgaben) errichtet. Sie ist die Pfarrkirche der evangelischen Ortskirchengemeinde im Kirchenbezirk Tübingen.

## Persönlichkeiten

### Ehrenbürger
- Helmuth Bächle (1917–2007), Bürgermeister 1949–1979
- Stefan Nau (1930–2019), Unternehmer[16]
- Felix Huby (1938–2022), Journalist und Autor[17]

### Söhne und Töchter der Gemeinde
- Bernhard Zeller (1919–2008), Literaturhistoriker und Archivar
- Wilfried Huber (1925–1986), Hochschul- und Bildungspolitiker, Erziehungswissenschaftler
- Felix Huby (1938–2022), Journalist und Autor

### Personen, die in Dettenhausen leben oder gelebt haben
- Lotte Reiniger (1899–1981), Scherenschneiderin und Buchillustratorin, lebte zuletzt und starb in Dettenhausen
- Robert Schlienz (1924–1995), Fußballnationalspieler, lebte in Dettenhausen
- Uwe Stamer (* 1944), evangelischer Religionspädagoge

### Personen, die vor Ort wirkten
- Ludwig Friedrich Gaab (1800–1869), Architekt und Baubeamter, Architekt der Johanneskirche in Dettenhausen.